# Àngel custodi (Marès)
Àngel custodi és una escultura de Frederic Marès. Actualment forma part de la col·lecció permanent del Museu Frederic Marès.

## Artista
Frederic Marès (1893 – 1991), a més de ser un gran i apassionat col·leccionista, fou també escultor. Format en els anys del Noucentisme, moviment cultural definit cap al 1906 pel filòsof i crític d'art Eugeni d'Ors (1881 – 1954), les seves obres dels anys vint i trenta es caracteritzen per les formes rotundes, classicistes i mediterrànies, visibles sobretot en els nus femenins, tan representatius d'aquell període i d'aquella estètica.

## Història
Entre Eugeni d'Ors i Frederic Marès s'havia establert una relació d'ençà que el filòsof era client del seu pare, Pere Marès
Oriol, llibreter antiquari que, procedent de Portbou, l'any 1903 s'havia instal·lat a Barcelona. A més, amb el transcurs dels anys, Marès s'havia de convertir en el seu escultor predilecte.
No és estrany, doncs, que quan l'any 1944 un grup d'intel·lectuals i artistes catalans i espanyols –entre altres, Camilo José Cela, Pere Pruna, Lluís Plandiura, Eduardo Marquina, Carles Pi i Sunyer, Olga Sacharoff i Manuel Machado– van voler retre-li un homenatge, decidissin oferir-li una obra de Marès. El mateix d'Ors trià el tema, l'àngel,
aleshores l'objecte principal dels seus interessos filosòfics, i Marès li donà vida.

## Descripció
Aquesta terracota és el model de l'Àngel custodi de fusta que Marès realitzà entre el 1944 i el 1945 i que fou presentat a la seu de l'Associació de la Premsa de Barcelona el 7 d'abril del 1945. Poc després, el 25 de maig del 1945 va tenir lloc la cerimònia d'instal·lació de l'obra a la denominada Aula Angèlica del seu casalot madrileny del carrer Sacramento 1, plena de representacions plàstiques del seu símbol, i uns quants anys després presidí l'Aula Angèlica de la casa de l'ermita de Sant Cristòfol de Vilanova i la Geltrú, on d'Ors passava llargues temporades. Ubi perfecta amicitia vivit, és a dir, “aquí viu l'amistat perfecta”, deia la placa que hi havia al peu de l'escultura com a símbol del present dels admiradors al mestre.
Però el model de terracota també acompanyà el filòsof en la seva residència de l'ermita de Vilanova i l'aprecià tant o més que
l'obra definitiva –de gran format i singular esveltesa–, fins i tot quan la figura va perdre els braços. És sabut que quan Marès s'oferí per aquest motiu a restaurar-li l'àngel, d'Ors li ho impedí per considerar que aquesta mancança la dotava d'un caràcter arcaic que la feia molt més bella. Perquè l'Àngel custodi ens fa pensar en l'Auriga de Delfos, d'elegant i clàssica silueta, tant del gust del filòsof.
La relació entre d'Ors i Marès continuà al llarg dels anys, fins i tot després de la mort del primer. Aleshores Marès es feu càrrec de la presidència de l'Academia del Faro de San Cristóbal, amb seu a l'ermita de Vilanova, una entitat singular que havia estat fundada pel mateix d'Ors, amb la col·laboració de diversos intel·lectuals de distintes disciplines, amb l'objectiu de difondre la seva obra filosòfica.
Així mateix, el 1963 Marès fou l'autor del medalló amb el retrat del filòsof que formà part del monument a Eugeni d'Ors, al passeig del Prado de Madrid, projectat pel seu fill, l'arquitecte Víctor d'Ors i amb escultures de Cristino Mallo. Incorporada al museu Marès l'octubre del 2006, la terracota de l'Àngel custodi és una donació del Gremi d'Antiquaris de Catalunya amb motiu de la celebració del 60è aniversari de la fundació del museu, en homenatge al seu fundador, tot coincidint, a més, amb la commemoració del centenari del Glosari (1906) d'Eugeni d'Ors, una obra clau de la cultura catalana noucentista.